# تی شاه‌تخته
تی شاه‌تخته یک ستاره است که در صورت فلکی شاه‌تخته قرار دارد.